# Scattered Ashes: A Decade of Emperial Wrath
Scattered Ashes: A Decade of Emperial Wrath – kompilacyjna płyta norweskiego zespołu black metalowego Emperor wydana 27 stycznia 2003 roku przez wytwórnię płytową Candlelight Records. Wydawnictwo podsumowuje 10 lat kariery zespołu i zawiera wybór utworów z albumów studyjnych oraz nagrania rzadsze i nigdy wcześniej nie publikowane.

## Lista utworów
| CD 1 (The Black Disc) | CD 1 (The Black Disc)                   | CD 1 (The Black Disc) |
| Nr                    | Tytuł utworu                            | Długość               |
| --------------------- | --------------------------------------- | --------------------- |
| 1.                    | „Curse You All Men!”                    | 4:41                  |
| 2.                    | „The Tongue of Fire”                    | 7:11                  |
| 3.                    | „The Majesty of the Nightsky”           | 4:48                  |
| 4.                    | „Cosmic Keys to My Creations and Times” | 6:21                  |
| 5.                    | „Wrath of the Tyrant”                   | 4:13                  |
| 6.                    | „The Loss and Curse of Reverence”       | 6:10                  |
| 7.                    | „An Elegy of Icaros”                    | 6:39                  |
| 8.                    | „I Am the Black Wizards”                | 6:01                  |
| 9.                    | „Thus Spake the Nightspirit” (live)     | 4:20                  |
| 10.                   | „Ye Entrancemperium”                    | 5:14                  |
| 11.                   | „In the Wordless Chamber”               | 5:13                  |
| 12.                   | „With Strength I Burn”                  | 8:13                  |
| 13.                   | „Inno a Satana”                         | 4:51                  |
|                       |                                         | 1:13:55               |

| CD 2 (The Silver Disc) | CD 2 (The Silver Disc)                    | CD 2 (The Silver Disc) |
| Nr                     | Tytuł utworu                              | Długość                |
| ---------------------- | ----------------------------------------- | ---------------------- |
| 1.                     | „A Fine Day to Die” (cover Bathory)       | 8:26                   |
| 2.                     | „Ærie Descent” (cover Thorns)             | 5:59                   |
| 3.                     | „Cromlech” (cover Darkthrone)             | 4:14                   |
| 4.                     | „Gypsy” (cover Mercyful Fate)             | 2:55                   |
| 5.                     | „Funeral Fog” (cover Mayhem)              | 5:12                   |
| 6.                     | „I Am”                                    | 5:06                   |
| 7.                     | „Sworn” (remix Ulver)                     | 5:40                   |
| 8.                     | „Lord of the Storms”                      | 2:08                   |
| 9.                     | „My Empire's Doom”                        | 4:31                   |
| 10.                    | „Moon Over Kara-Shehr” (nagranie z próby) | 5:11                   |
| 11.                    | „The Ancient Queen”                       | 3:41                   |
| 12.                    | „Witches Sabbath”                         | 5:57                   |
| 13.                    | „In Longing Spirit”                       | 5:56                   |
| 14.                    | „Opus a Satana”                           | 4:19                   |
|                        |                                           | 1:09:15                |

## Twórcy
- Ihsahn – śpiew, gitara
- Samoth – gitara
- Trym Torson – instrumenty perkusyjne
- Jonas "Alver" Alver - gitara basowa
- Bård "Faust" Eithun - perkusja
- Mortiis - gitara basowa
- Terje "Tchort" Schei - gitara basowa
- Jan Erik "Tyr" Tiwaz - gitara basowa podczas koncertów
- Joachim "Charmand Grimloch" Rygg - instrumenty klawiszowe podczas koncertów